# Schmiedeberg, Sächsische Schweiz-Osterzgebirge
Schmiedeberg là một thị xã thuộc huyện Sächsische Schweiz-Osterzgebirge, trong bang tự do Sachsen, Đức. Đô thị này có diện tích km², dân số thời điểm ngày 31 tháng 12 năm 2006 là người.